# Arianuova
Arianuova è un quartiere di Ferrara, facente parte della Circoscrizione 1.

## Storia
Intorno alla fine del Quattrocento il duca estense Ercole I d'Este espresse la volontà di ingrandire e ampliare la città a nord delle mura cittadine, che a quel tempo correvano a ridosso del Castello Estense, con l'intento di rinforzare il sistema difensivo cittadino per poter cacciare i veneziani che occuparono i territori del Barco e della Certosa. Il progetto di ampliamento della città verso nord, occupando una parte della tenuta del Barco, fu affidato all'architetto Biagio Rossetti, il quale seppe organizzare gli spazi urbani della nuova Ferrara tramite una struttura ortogonale composta da angoli retti e linee dritte. Inoltre, a differenza di ciò che era avvenuto nel corso del Medioevo, non erano più le strade a doversi adattare alla disposizione degli edifici, bensì il contrario, ovvero erano i palazzi a dover trovare spazio lungo le ampie strade rettilinee che caratterizzavano la nuova concezione della città. Grazie anche ad un sapiente uso di spazi vuoti fra un edificio e l'altro e all'inserimento di piazze ed aree verdi, Biagio Rossetti ebbe modo di edificare la prima città moderna d'Europa, secondo la definizione che ne diede lo storico Jacob Burckhardt.
Grazie all'uso dei pieni e dei vuoti ed all'ampiezza delle nuove strade che seppero dare respiro agli spazi urbani, la nuova Ferrara venne chiamata Arianuova, nome che tuttora identifica quella parte di città rinascimentale.
Questa importante opera urbanistica fu denominata Addizione Erculea, in onore del duca Ercole I d'Este, ed i progetti per la sua costruzione furono avviati nel 1484 mentre l'edificazione cominciò nel 1492 e terminò nel 1510. La parte cruciale della nuova porzione di città era rappresentata dal cosiddetto "Quadrivio degli Angeli", ovvero il punto nel quale andavano ad intersecarsi due nuove arterie stradali rettilinee che ricalcavano l'impostazione romana del cardo e del decumano: una strada che andava da nord a sud e che collegava il Castello Estense con la Porta degli Angeli, ovvero l'attuale Corso Ercole I d'Este, ed una strada che andava in direzione est-ovest collegando la Porta Mare, ad est, con la Porta Po, ad ovest. Sull'incrocio di queste due vie Biagio Rossetti vi collocò tre importanti palazzi i quali invece di essere costruiti con le facciate rivolte al Quadrivio degli Angeli vennero edificati con le facciate rivolte internamente verso Corso Ercole I d'Este, ponendo come elemento di rilievo del Quadrivio gli spigoli dei palazzi stessi. 
L'altro intervento urbanistico di pregio fu la costruzione di un'ampia piazza pubblica denominata Piazza Nuova, inizialmente allo stesso livello delle strade circostanti e priva di alberi e circondata da palazzi di pregio caratterizzati da ampi porticati. Successivamente, la piazza fu abbassata di qualche metro rispetto al livello stradale e fu dotata di alberature e verde pubblico, cambiando denominazione nell'attuale Piazza Ariostea.
Il progetto di Biagio Rossetti comprendeva anche ampie aree verdi contenute all'interno della nuova cerchia muraria, le quali non erano nient'altro che intere porzioni di campagna e campi coltivati, le quali sono ancora oggi riconoscibili attorno all'area della Certosa. Il progetto dell'Addizione Erculea si sarebbe dovuto portare avanti nel tempo, con la conseguente nuova edificazione e progettazione di spazi urbani, ma la caduta della dinastia Estense e il passaggio di Ferrara sotto il controllo dello Stato della Chiesa ne frenarono lo sviluppo.
Esiste anche una relazione che lega il progetto dell'Addizione Erculea con la maggiore opera letteraria del poeta Torquato Tasso, ovvero la Gerusalemme liberata: tale relazione è relativa al concetto di "centralità" che per l'opera dell'architetto si riferisce nell'ubicazione asimmetrica della Piazza Nuova, la quale viene costruita lontano dal Quadrivio degli Angeli e quindi fuori dall'asse del Castello Estense, mentre per il poeta il concetto di centralità è relativo ai 20 canti che compongono il poema ed il cui centro non cade nel decimo canto, bensì nel tredicesimo. Tale relazione fra l'asimmetria della piazza e quella del poema la si può rilevare osservando la mappa della città di Ferrara: se si suddivide in venti segmenti, tanti quanti sono i canti del poema, il nuovo perimetro dell'Addizione Erculea e cominciando a contare da occidente ad oriente, si può notare che l'apertura della piazza sorge in corrispondenza del tredicesimo segmento, evidenziando così una relazione matematica fra il modello architettonico e quello letterario,
Arianuova arrivò sino al Novecento con il suo impianto architettonico pressoché immutato anche se i bombardamenti della seconda guerra mondiale causarono numerosi danni agli edifici tanto che Ferrara venne inserita nell'elenco delle città più colpite dagli eventi bellici stilato dal Ministero dei lavori pubblici nel 1946 e che indussero il Comune a dotarsi di uno strumento attuativo che potesse permettere di redigere un Piano di Ricostruzione per le aree della città più colpite. Il Piano di Ricostruzione del quartiere di Arianuova fu approvato nel 1951 e portato a compimento negli anni successivi.
Assumono un rilievo architettonico alcuni edifici di nuova costruzione come la "Casa Laderchi", costruita nel 1939 dall'architetto Giuseppe Stefani, i condomini del progetto INA-Casa costruiti nel 1955 dagli architetti Giovanni Michelucci e Gaetano Minnucci, il "Condominio Vitali" costruito fra il 1958 e il 1959 dall'architetto Giuliano Giulianelli, la Chiesa parrocchiale dedicata all'Immacolata Concezione di Maria costruita fra il 1965 e il 1967 dall'architetto Pier Luigi Giordani e il "Liceo Classico Ludovico Ariosto" costruito fra il 1973 e il 1976 dagli architetti Carlo Melograni, Maria Letizia Martines e Tommaso Giura Longo.

## Territorio e viabilità
L'intera area del quartiere si estende all'interno delle mura di Ferrara e confina a nord con il parco urbano Giorgio Bassani, ad est con il quartiere di Borgo Punta ed a sud dall'asse stradale Corso Porta Po-Corso BIagio Rossetti-Corso Porta Mare, che ne rappresentano l'asse viario principale insieme a Corso Ercole I d'Este. Altre vie importanti sono rappresentate da Viale Belvedere e Viale Orlando Furioso che costeggiano le mura a nord del quartiere, Viale XXV Aprile che lo attraversa in senso est-ovest dalle mura cittadine sino alla chiesa parrocchiale e le vie Contrada del Mirasole Pavone che raggiungono Viale XXV Aprile partendo da Corso Porta Po. 
Il trasporto pubblico è garantito dalle linee autobus 3 e 4, gestite da Tper.